# Publio Kiadó
Magyarország első angolszász mintára működő online self-publishinggal (szerzői könyvkiadás) foglalkozó vállalkozását 2011-ben alapította Alcser Norbert, Dombi Gábor és Kerekes Pál.
A Publio mint a független publikálásnak teret adó oldal elsősorban az eladott könyvek után járó jutalékból él, maga a könyv feltöltése az oldalra ingyenes. Az oldalon található szerződési feltételek szerint az Apple Store-ban értékesített könyvek után 70%-ot kap a szerző, a többi felületen átlagosan az eladási ár 30%-a illeti az írót a hagyományos könyvkiadásban bevett 10-12%-hoz képest. Emellett pedig a szerzők napról napra követhetik, melyik oldalon mennyi fogyott a művükből.
A cég a hazai piac legnagyobb szereplője.